# Марк Клавдій Марцелл Езернін
Марк Клавдій Марцелл Езернін (лат. Marcus Claudius Marcellus Aeserninus, близько 106 до н. е. —після 70 до н.е.) — політичний та військовий діяч Римської республіки.

## Життєпис
Походив з впливового плебейського роду Клавдіїв Марцеллів. Син Марка Клавдія Марцелла, претора 73 року до н. е. Про життя відомо недостатньо. У 90 році до н. е. служив контуберналом у війську свого батька під час Союзницької війни, відзначився в ході захисту Езернії, у зв'язку з чим і отримав прізвисько.
У 70 році до н. е., як очікувалося, мав дати в суді свідчення на користь Гая Корнелія Верреса, проте не став цього робити. Про подальшу долю немає відомостей.

## Родина
- Марк Клавдій Марцелл Езернін, консул 22 року до н. е.